# La Toison
La Toison est le premier roman de Patrick Grainville, publié aux éditions Gallimard en septembre 1972.

## Historique
Patrick Grainville inaugure ce qu’il appelle son « autobiographie mythique », c'est-à-dire évoquer avant l’heure tous les âges de sa vie sans les avoir encore vécus. Ses deux romans suivants, La Lisière, puis L'Abîme  achèvent la boucle de cette autobiographie imaginaire et pourtant concrète. La Toison raconte les aventures amoureuses d’un étudiant avec Lise, Jana et Laura, dans un Paris marqué par le surréalisme. On retrouve Laura, la préférée, dans les trois livres. La Toison, comme l’indique son titre, est hantée par le signe obsédant de la bête, de la neige, thèmes récurrents de l’auteur, avec cette double tendance sensuelle, drue, imagée liée à un « sens épique » remarquée par Henry de Montherlant et Paul Otchakovsky-Laurens.

## Réception critique
Dans une lettre adressée à l’auteur, Henry de Montherlant salue, peu de temps avant sa mort, La Toison en ces termes : « Vous avez un prodigieux talent. On voit cela quand on a lu vos dix premières lignes. Votre œil qui capte tout. Votre profusion d’images. Votre sens épique et hallucinatoire. Je savais bien, dès votre thèse, que vous étiez un écrivain mais pas à ce point-là. Si vous gardez vos dons naturels (si le putrescent Paris ne les abîme pas), et si vous trouvez un grand sujet qui vous permette de les exercer en profondeur, vous pouvez écrire un chef-d’œuvre. Vous êtes tellement personnel que, dès votre premier livre, on pourrait écrire : « A la manière de Patrick Grainville ». Je n’ai pas écrit souvent à un débutant une lettre comme celle-ci. Croyez-moi cordialement vôtre. »

## Éditions
- La Toison, éditions Gallimard, 1972  (ISBN 2070283267).